# René Iché
René Iché (Sallèles-d'Aude, França, 21 de gener de 1897 - París, França, 23 de desembre de 1954) va ser un escultor i pintor francès.

## Biografia
René Iché, nascut el 21 de gener de 1897 i mort el 23 de desembre de 1954, de manera prematura, va ser un interessant escultor francès d'obra propera a l'esperit surrealista, i de vida políticament compromesa amb la llibertat universal de les persones i dels països.
René va lluitar en la Primera Guerra Mundial; fou ferit i gasejat. Es graduà, acabada ja la lluita, en dret, i començà, immediatament després, una nova vida, estudiant escultura amb Antoine Bourdelle, i arquitectura amb Auguste Perret.
René Iché va ser bon amic de Max Jacob, i va estar a prop d'altres personatges significatius del seu temps, com ara Apollinaire, Picasso, Paul Éluard, Federico García Lorca i André Breton, el rostre del qual va esculpir en una de les seves peces més conegudes.

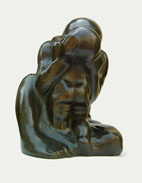
Père et Fils (1925).

També va resultar molt valorat i reconegut el monument pacifista que va fer per a la població d'Ouveillan, com a pòrtic monumental modern del sud de França. urant la seva primera exposició individual, amb el comerciant d'art Léopold Zborowski el 1931, dues escultures van ser adquirides pel Museu Nacional d'Art Modern a París (actualment en el Centre Pompidou) i el Museu Boijmans Van Beuningen a Rotterdam, Països Baixos.
Sensible a la causa pacifista, l'any 1937, va retre també, en el seu estudi de Montparnasse, el seu particular homenatge a la població bombardejada de Gernika, per mitjà d'una de les seves escultures més intenses.
Va ser un dels 200 pioners de la Resistència francesa - estava en la Groupe du Musée de l'Homme - durant l'estiu de 1940 i va participar en les exposicions d'art decadent. Va esculpir La Déchirée, que va ser portada a Londres i obsequiadat al General de Gaulle, convertint-se en un dels símbols de la resistència francesa.
René Iché va ser escollit per esculpir el monument Apollinaire a París, i un Memorial d'Auschwitz, però la seva mort prematura va interrompre els dos projectes, tallant, també d'arrel, la interessant trajectòria vital i professional d'aquest escultor francès de sensibilitat propera al surrealisme.